# Liste der Monuments historiques in Quintin (Côtes-d’Armor)
Die Liste der Monuments historiques in Quintin (Côtes-d’Armor) führt die Monuments historiques in der französischen Gemeinde Quintin auf.

## Liste der Bauwerke
| Bezeichnung                        | Beschreibung | Standort                                   | Kennzeichnung | Schutzstatus   | Datum     | Bild           |
| ---------------------------------- | ------------ | ------------------------------------------ | ------------- | -------------- | --------- | -------------- |
| Haus                               |              | 5, place 1830; rue Émile-Nau (Lage)        | PA00089564    | Classé         | 1977      | weitere Bilder |
| Hôtel Digaultray des Landes        |              | 3-5-7, rue Saint-Thurian (Lage)            | PA22000052    | Inscrit        | 2016      |                |
| Hôtel Poulain                      |              | 6, place 1830; 13, rue au Lait (Lage)      | PA00089559    | Classé         | 1977      | weitere Bilder |
| Haus aus dem 18. Jahrhundert       |              | 3, rue des Degrés (Lage)                   | PA00089560    | Inscrit        | 1951      | weitere Bilder |
| Haus                               |              | 37, Grande Rue (Lage)                      | PA00089561    | Inscrit        | 1951      | weitere Bilder |
| Haus                               |              | 8, rue au Lait; 2, rue Belle-Etoile (Lage) | PA00089562    | Classé         | 1977      | weitere Bilder |
| La Grande Maison                   | Haus         | Place du Martray (Lage)                    | PA00089563    | Inscrit        | 1951      |                |
| Fontaine de Notre-Dame de la Porte | Brunnen      | Rue Notre-Dame (Lage)                      | PA00089557    | Classé         | 1913      | weitere Bilder |
| Zwei Häuser                        |              | 5, 7, rue Notre-Dame (Lage)                | PA00089565    | Inscrit        | 1951      | weitere Bilder |
| Schloss                            |              | 5, impasse de la Pompe (Lage)              | PA00089554    | Inscrit Classé | 1951 1983 | weitere Bilder |
| Menhir La Roche Longue             |              | (Lage)                                     | PA00089566    | Classé         | 1862      | weitere Bilder |
| Befestigungsanlagen                |              | (Lage)                                     | PA00089558    | Inscrit        | 1951      | weitere Bilder |
| Fontaine des Carmes                | Brunnen      | (Lage)                                     | PA00089556    | Classé         | 1981      | weitere Bilder |
| Reste der Kirche St-Thuriau        |              | (Lage)                                     | PA00089555    | Inscrit        | 1951      | weitere Bilder |
| Kapelle der Ursulinen              |              | (Lage)                                     | PA00089551    | Inscrit        | 1986      | weitere Bilder |

## Liste der Objekte

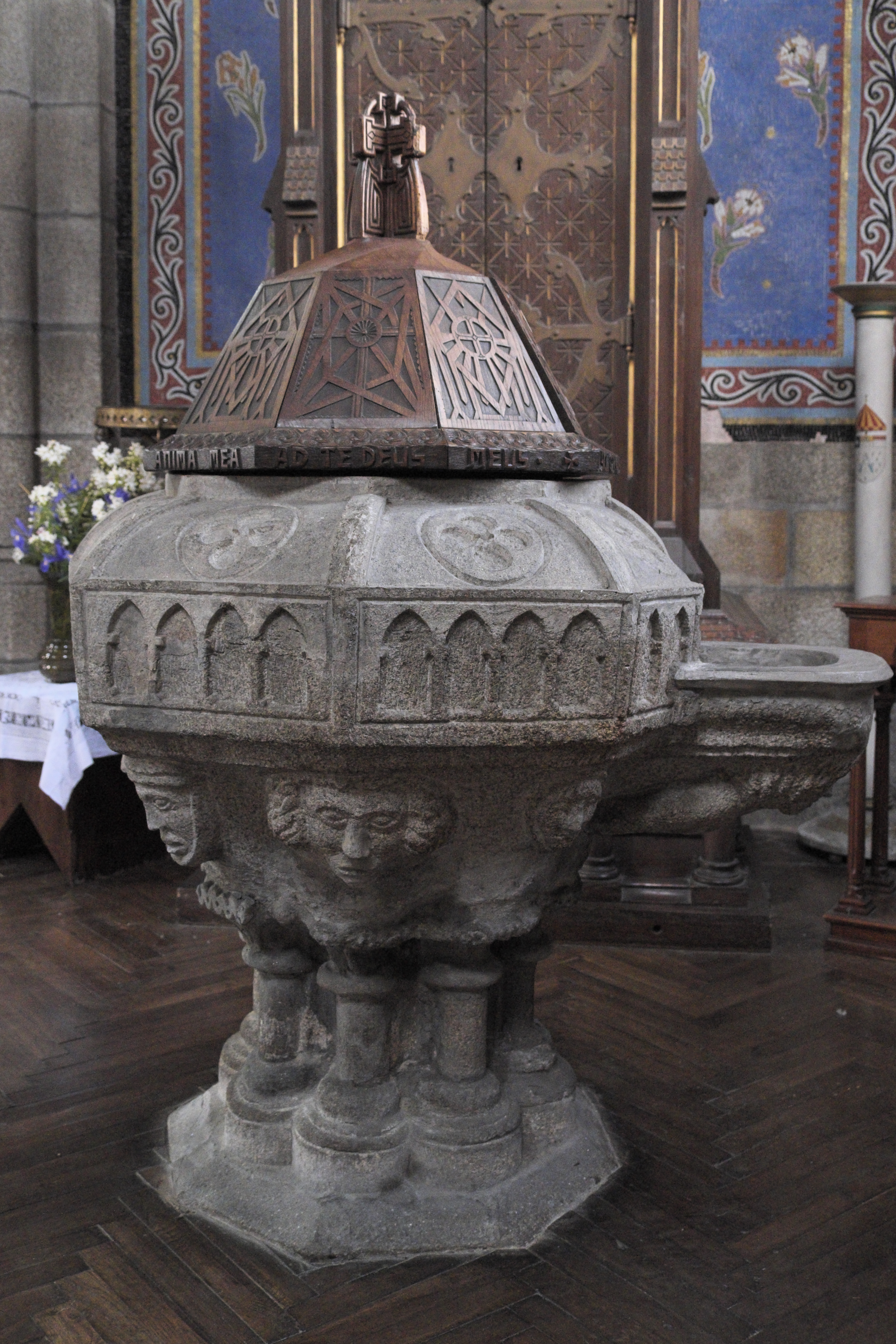
Taufbecken (14. Jahrhundert) in der Basilika Notre-Dame-de-Délivrance

- Monuments historiques (Objekte) in Quintin (Côtes-d’Armor) in der Base Palissy des französischen Kultusministeriums